# Exocentrus vidanii
Exocentrus vidanii är en skalbaggsart som beskrevs av Stefan von Breuning 1965. Exocentrus vidanii ingår i släktet Exocentrus och familjen långhorningar.
Artens utbredningsområde är Ghana. Inga underarter finns listade i Catalogue of Life.